# Bistum Machiques
Das Bistum Machiques (lat.: Dioecesis Machiquesensis) ist ein in Venezuela gelegenes römisch-katholisches Bistum mit Sitz in Machiques. 

## Geschichte
Papst Pius XII. gründete das Apostolische Vikariat Machiques am 26. Mai 1943 aus Gebietsabtretungen des Bistums Zulia. Am 9. April 2011 wurde es in den Rang eines Bistums erhoben, das dem Erzbistum Maracaibo auch als Suffragandiözese unterstellt wurde.

## Ordinarien

### Apostolische Vikare von Machiques
- Turrado Angel Moreno OFMCap (4. September 1944–Januar 1954, zurückgetreten)
- Miguel Saturnino Aurrecoechea Palacios OFMCap (19. Dezember 1955–10. März 1986, emeritiert)
- Agustín Romualdo Alvarez Rodríguez OFMCap (10. März 1986–7. Oktober 1995, zurückgetreten)
- Ramiro Díaz Sánchez OMI (24. Januar 1997–9. April 2011, emeritiert)

### Bischof von  Machiques
- Jesús Alfonso Guerrero Contreras OFMCap, 9. April 2011–21. Dezember 2018, dann Bischof von Barinas
- Nicolás Gregorio Nava Rojas, seit 19. Oktober 2019

## Statistik
| Jahr | Bevölkerung | Bevölkerung | Bevölkerung | Priester     | Priester         | Priester       | Priester               | Ständige Diakone | Ordensleute  | Ordensleute      | Pfarreien |
| Jahr | Katholiken  | Einwohner   | %           | Gesamtanzahl | Diözesanpriester | Ordenspriester | Katholiken je Priester | Ständige Diakone | Ordensbrüder | Ordensschwestern | Pfarreien |
| ---- | ----------- | ----------- | ----------- | ------------ | ---------------- | -------------- | ---------------------- | ---------------- | ------------ | ---------------- | --------- |
| 1950 | 44.361      | 47.011      | 94,4        | 10           |                  | 10             | 4.436                  |                  | 15           | 17               | 6         |
| 1966 | 91.389      | 94.691      | 96,5        | 14           | 3                | 11             | 6.527                  |                  | 15           | 46               | 11        |
| 1970 | 92.400      | 98.500      | 93,8        | 15           | 5                | 10             | 6.160                  |                  | 17           | 46               | 12        |
| 1976 | 125.000     | 150.000     | 83,3        | 22           | 4                | 18             | 5.681                  |                  | 27           | 42               | 13        |
| 1980 | 145.000     | 174.000     | 83,3        | 23           | 3                | 20             | 6.304                  |                  | 36           | 41               | 13        |
| 1990 | 200.000     | 245.000     | 81,6        | 23           | 2                | 21             | 8.695                  |                  | 30           | 40               | 17        |
| 1999 | 225.000     | 250.000     | 90,0        | 14           | 4                | 10             | 16.071                 | 1                | 12           | 30               | 10        |
| 2000 | 225.000     | 250.000     | 90,0        | 13           | 4                | 9              | 17.307                 | 3                | 19           | 31               | 10        |
| 2001 | 220.000     | 260.000     | 84,6        | 14           | 4                | 10             | 15.714                 | 1                | 14           | 30               | 12        |
| 2002 | 220.000     | 260.000     | 84,6        | 18           | 5                | 13             | 12.222                 | 1                | 23           | 33               | 12        |
| 2003 | 230.000     | 275.000     | 83,6        | 20           | 7                | 13             | 11.500                 | 1                | 25           | 35               | 12        |
| 2004 | 250.000     | 290.000     | 86,2        | 19           | 9                | 10             | 13.157                 | 1                | 18           | 38               | 14        |